# Molorchus changi
Molorchus changi là một loài bọ cánh cứng trong họ Cerambycidae.